# Радилово (Псковская область)
Радилово — деревня в северной части Порховского района Псковской области. Входит в состав сельского поселения «Павская волость».
Расположена в 50 км (по дорогам) к северо-западу от города Порхов и в 10 км к юго-западу от волостного центра, села Павы.
Численность жителей деревни по состоянию на 2000 год составляла 25 жителей.
| 2001 | 2002 | 2010 |
| ---- | ---- | ---- |
| 25   | ↘22  | ↘16  |

## История
В годы Великой Отечественной войны в деревне происходили встречи советских партизан, среди них Чеховича, готовивших акты возмездия немецко-фашистским оккупантам.